# كارلوس مانويل
كارلوس مانويل (بالبرتغالية: Carlos Manuel)، من مواليد 15 يناير 1958، لاعب كرة قدم برتغالي سابق، ومدرب كرة قدم برتغالي حالي.
لعب مع منتخب البرتغال لكرة القدم.

## وصلات خارجية
- Stats and profile at Zerozero[وصلة مكسورة]
- كارلوس مانويل، إحصائيات المدرب على ForaDeJogo
- كارلوس مانويل على موقع الاتحاد الدولي (مؤرشف)  (الإنجليزية)
- كارلوس مانويل على موقع الاتحاد الأوربي (الإنجليزية)
- كارلوس مانويل على موقع قاعدة بيانات كرة القدم.إي يو (الإنجليزية)
- كارلوس مانويل على موقع ناشيونال فوتبول تيمز (الإنجليزية)
- كارلوس مانويل على موقع عالم كرة القدم.نت (الإنجليزية)
- كارلوس مانويل على موقع كووورة